# 외트빌 암 제
외트빌 암 제(독일어: Oetwil am See)는 스위스 취리히주의 마일렌구에 있는 자치체이다. 파넨슈틸 지역에 위치해 있다.

## 역사

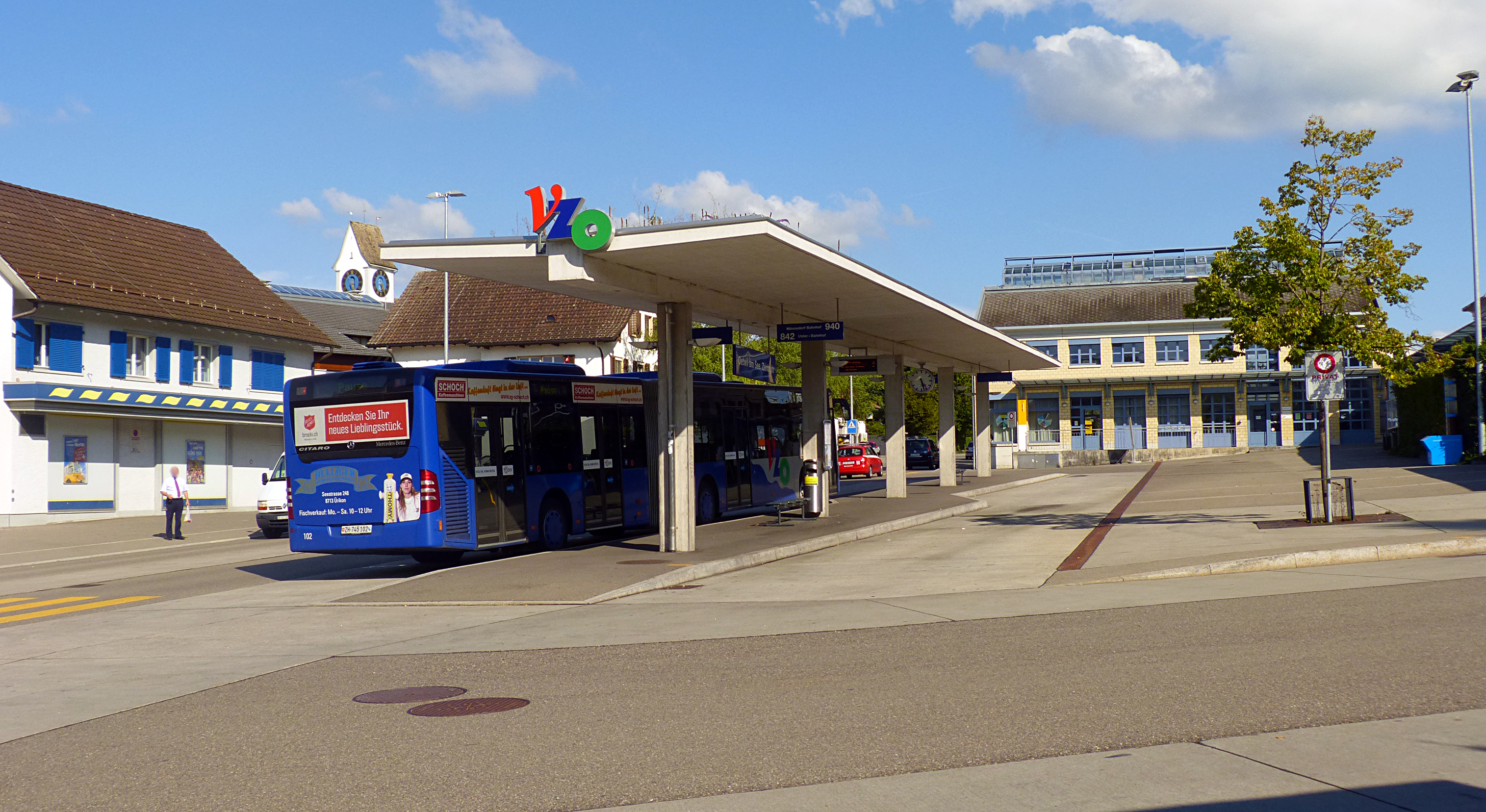
외트빌 암 제의 중앙 버스정류장

외트빌암제는 847년 Uttinwilare로 처음 언급되었다.
1909년과 1949년 사이에 외트빌암제는 우스터-외트빌 트램웨이로 우스터와 연결되었고, 1903년과 1950년 사이에는 베치콘-마일렌 트램웨이로 베치콘 및 마일렌까지 연결되었다. 두 노선은 지자체의 남쪽에 있는 랑홀츠에서 만났다.

## 지리
외트빌암제의 면적은 6.1 k㎡이다. 이 지역의 67.8%는 농업용으로 사용되며 12.3%는 산림이다. 나머지 토지 중 19.7%는 정착지(건물이나 도로)이고 나머지(0.2%)는 비생산적(강, 빙하 또는 산)이다. 1996년 주택과 건물이 전체 면적의 14.1%를 차지했고, 교통 인프라가 나머지(5.6%)를 차지했다. 전체 비생산 지역 중 물(시냇물과 호수)은 면적의 0%를 차지했다. 2007년 현재 전체 시정촌 면적의 16.7%가 어떤 형태로든 건설되고 있다.
외트빌암제는 빌리콘, 이치콘, 주메라우 및 히뤼츨렌 마을로 구성되어 있다.

## 인구통계
2020년 12월 31일 기준, 외트빌암제의 인구는 4,857명이다. 2007년 기준으로 전체 인구의 25.8%가 외국인이다. 2008년 기준으로 인구의 성별 분포는 남성 49.6%, 여성 50.4%이다. 지난 10년 동안 인구는 11.1%의 비율로 증가했다. 2000년 기준, 대부분의 인구는 독일어(82.3%)를 사용하며, 이탈리아어가 두 번째로 많이 사용(3.8%)하고, 세르보-크로아티아어가 세 번째(3.0%)이다.
2007년 선거에서 가장 인기 있는 정당은 44%의 득표율을 기록한 SVP였다. 다음으로 가장 인기 있는 3개 정당은 SPS (17.2%), FDP (9%), 녹색당 (8.8%)이었다.
인구의 연령분포(2000년 기준)는 아동·청소년(0~19세)이 전체 인구의 25.8%, 성인(20~64세)이 65.1%, 노인(64세 이상)이 9.2%를 차지한다. Oetwil am See에서는 인구의 약 71.6%(25-64세)가 필수가 아닌 고등 교육 또는 추가 고등 교육(대학 또는 응용학문대학)을 완료했다. 외트빌 암 제에는 1784세대가 있다.
외트빌 암 제의 실업률은 2.86%이다. 2005년 기준으로 1차 경제 부문에 78명이 고용되어 있으며, 이 부문에 약 28개 기업이 참여하고 있다. 860명이 2차 부문에 고용되어 있고, 이 부문에 57개의 기업이 있다. 1,137명이 3차 부문에 고용되어 있으며, 이 부문에는 126개의 기업이 있다. 2007년 기준 노동인구의 66.7%가 상근직이고, 33.3%가 파트타임직이다.
2008년 현재 외트빌 암 제에는 722명의 가톨릭 신자와 896명의 개신교 신자가 있다. 2000년 인구 조사에서 종교는 몇 가지 더 작은 범주로 분류되었다. 인구 조사에서 45.7%는 일종의 개신교였으며, 43.8%는 스위스 개혁 교회에, 1.8%는 다른 개신교 교회에 속했다. 인구의 32.8%가 로마 가톨릭 신자였다. 나머지 인구 중 0%는 무슬림이고, 3.3%는 다른 종교(목록에 없음)에 속해 있으며 2.5%는 종교를 가지지 않으며, 15.3%는 무신론자 또는 불가지론자이다.
역사적 인구는 다음 표에 나와 있다.
| 년도 | 통계   |
| ---- | ------ |
| 1467 | 9 가구 |
| 1670 | 250    |
| 1772 | 725    |
| 1850 | 1,158  |
| 1900 | 942    |
| 1950 | 1,222  |